# Ebetsu
Ebetsu (jap. 江別市, Ebetsu-shi) – miasto w Japonii, w prefekturze Hokkaido w podprefekturze Ishikari. Miasto ma powierzchnię 187,38 km². W 2020 r. mieszkało w nim 121 056 osób, w 53 869 gospodarstwach domowych  (w 2010 r. 123 722 osoby, w 51 106 gospodarstwach domowych) . 
Ebetsu zostało zasiedlone w 1871 roku przez ludzi, którzy zawędrowali tu z prefektury Miyagi. Status miasta otrzymało w 1916. Nazwa miasta pochodzi z ajnuskiego E-pet.

## Miasta partnerskie
- Gresham, Oregon, Stany Zjednoczone.

## Uniwersytety
- Hokkaido Information University
- Rakunō Gakuen University
- Sapporo Gakuin University
- Hokushō University